# Copa Asobal 2018
La XXIX edición de la Copa Asobal se celebró entre el 15 y el 16 de diciembre de 2018, en el Pabellón Barris Nord de Lérida.
En ella participaron los cuatro primeros equipos de la Liga ASOBAL 2018-19 al término de la primera vuelta de la competición, que fueron el FC Barcelona, el Bidasoa Irún el Ademar León y el BM Granollers.
Este campeonato se jugó con la fórmula de eliminación directa (a partido único en semifinales y final), y el emparejamiento de las semifinales se estableció por sorteo dirigido el 13 de diciembre de 2018 a las 13 horas en la Catedral Vieja de Lérida, de tal forma que el FC Barcelona como campeón de la primera vuelta de Liga ASOBAL 2018-19 y el Bidasoa Irún como segundo clasificado fueron designados cabezas de serie.

## Eliminatorias
|  | Semifinales        | Semifinales        | Semifinales  |              |                    | Final              | Final | Final |  |
|  |                    |                    |              |              |                    |                    |       |       |  |
|  |                    |                    |              |              |                    |                    |       |       |  |
|  | FC Barcelona Lassa | FC Barcelona Lassa | 28           |              |                    |                    |       |       |  |
|  | FC Barcelona Lassa | FC Barcelona Lassa | 28           |              |                    |                    |       |       |  |
|  | Abanca Ademar León | Abanca Ademar León | 21           |              |                    |                    |       |       |  |
|  | Abanca Ademar León | Abanca Ademar León | 21           |              | FC Barcelona Lassa | FC Barcelona Lassa | 37    |       |  |
|  |                    |                    |              |              | FC Barcelona Lassa | FC Barcelona Lassa | 37    |       |  |
|  |                    |                    | Bidasoa Irún | Bidasoa Irún | 23                 |                    |       |       |  |
|  | Bidasoa Irún       | Bidasoa Irún       | Bidasoa Irún | Bidasoa Irún | 23                 | 30                 |       |       |  |
|  | Bidasoa Irún       | Bidasoa Irún       |              |              |                    | 30                 |       |       |  |
|  | BM Granollers      | BM Granollers      | 25           |              |                    |                    |       |       |  |
|  | BM Granollers      | BM Granollers      | 25           |              |                    |                    |       |       |  |
|  |                    |                    |              |              |                    |                    |       |       |  |

| Campeón                        |
| FC Barcelona Lassa 14.° título |